# 사다카
사다카(아랍어: صدقة)는 이슬람의 경건의 표징이며 구제 수단이기도 하다.
무함마드가 메디나의 유대교로부터 받아들인 것으로 보이며 이슬람교의 희사(喜捨), 주로 자발적인 희사를 가리킨다. 어떤 경우에 있어서는 '자카트'와 같은 의미로 쓰이기도 하며 법적인 구빈세(救貧稅)라고 할 수 있다.
《꾸란》이 규정하는 바에 의하면 이것을 분배받을 수 있는 것은 가난한 사람, 구빈세 징수인, 이슬람교에 대한 새로운 개종자, 이슬람 교도인 포로의 몸값을 치러준 사람, 채무자, '지하드'에 종사하는 사람, 여행자 등으로 되어 있다.

## 같이 보기
- 자카트